# Annegatan

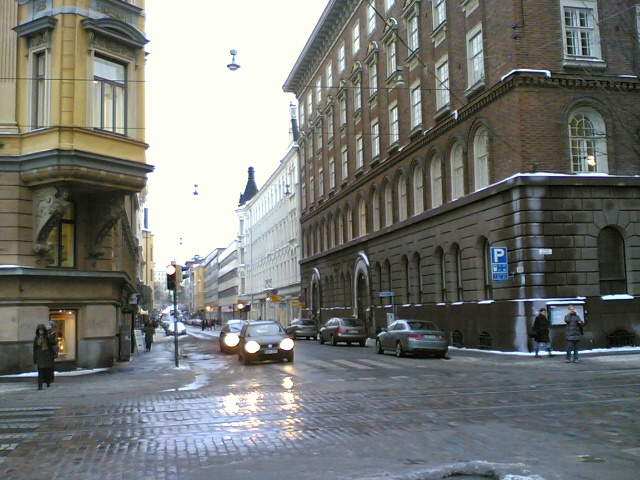
Annegatan i Helsingfors

Annegatan (finska: Annankatu) är en gata i Helsingfors. Gatan ligger i stadsdelarna Rödbergen och Kampen. Gatan sträcker sig från Sjömansgatan i Rödbergen till Urho Kekkonens gata i Kampen. Vid gatan ligger bland annat Gamla kyrkoparken (Pestparken) och Gamla kyrkan (Carl Ludvig Engel, 1826). Europeiska kemikaliemyndigheten har sitt huvudkontor på Annegatan 18.

## Tvärgator
- Bangatan
- Stora Robertsgatan
- Nylandsgatan
- Bulevarden
- Lönnrotsgatan
- Kalevagatan
- Eriksgatan
- Folkskolegatan